# عن تشيري
عن تشيري (بالإنجليزية: About Cherry)‏ هو فيلم دراما تم إنتاجه في الولايات المتحدة وصدر في سنة 2012.

## القصة
انجلينا (Hinshaw) هي فتاة تبلغ من العمر 18 عاما ليست بعيدة عن تخرجها من المدرسة الثانوية. صديقها (وستون) يوحي لها أن تأخذ صورا عارية لنفسها وتبيعها. وكانت مترددة في البداية، ولكن في النهاية لا تهتم باخذ الصورة وتستخدم المال لتهرب إلى سان فرانسيسكو مع صديقها أندرو (باتل). في حفل ناد للتعري في المدينة، أنجلينا تلتقي محام ثري فرانسيس (فرانكو)، الذي يقدم ليعرض لها إلى عالم براقة من الفساتين باهظة الثمن والحفلات الفخمة. تلتقي أنجلينا أيضا مارجريت (جراهام)، والتي كانت نجمة اباحية سابقة واصبحت مخرجة لافلام البالغين. مارغريت تقدم أنجلينا، الآن باستخدام اسم جيري الاباحية في دخولها في صناعة الاباحية في سان فرانسيسكو. أنجلينا مثلت العديد من الأفلام الإباحية السلسة قبل اتخاذ قرار للقيام بالافلام الصعبة. بعدها انجلينا مثلت الفيلم، فرانسيس الغاضب يلومها قبل ان يقضى عليه في حادث سيارة. أنجلينا تعود إلى بيتها ليجد أندرو يشاهدة واحد من أفلامها. بعد مشادة، وقالت انها قررت تركه وتلتقي مارغريت في حانة. وفعلتها من قبل أن تعود إلى شقة مارغريت لممارسة الجنس. المشهد الأخير هو أنجلينا في أحد الاوقات بعد ذلك، بعد أن تنتقل للعمل مع مارغريت وحصلت على وظيفة جديدة كمخرجة اباحية.

## بطولة
- أشلي هينشو في دور أنجلينا / الكرز
- جيمس فرانكو فرنسيس
- ديف باتيل في دور أندرو
- هيذر غراهام في دور مارغريت
- ليلي تايلور في دور فيليس
- ديان فار في دور جيليان
- ميغان بون في دور جيك
- فينسينت بالو في دور باكو
- جوني وستون بوبي
- إرنست واديل في دور فوغن
- سنسي بيرل في دور فيكي
- مايا رينز في دور جوجو

## وصلات خارجية
- عن تشيري على موقع IMDb (الإنجليزية)
- عن تشيري على موقع ميتاكريتيك (الإنجليزية)
- عن تشيري على موقع روتن توميتوز (الإنجليزية)
- عن تشيري على موقع نتفليكس (الإنجليزية)
- عن تشيري على موقع قاعدة بيانات الأفلام العربية
- عن تشيري على موقع ألو سيني (الفرنسية)
- عن تشيري على موقع Turner Classic Movies (الإنجليزية)
- عن تشيري على موقع أول موفي (الإنجليزية)
- عن تشيري على موقع بوكس أوفيس موجو (الإنجليزية)
- عن تشيري على موقع فيلمافينيتي (الإسبانية)

1. ↑  "معلومات عن عن تشيري على موقع cinema.de". cinema.de. مؤرشف من الأصل في 2019-12-10.
2. ↑  "معلومات عن عن تشيري على موقع netflix.com". netflix.com. مؤرشف من الأصل في 2020-04-07.
3. ↑  "معلومات عن عن تشيري على موقع ui.eidr.org". ui.eidr.org. مؤرشف من الأصل في 2019-12-10.